# Architecture traditionaliste
L'architecture traditionaliste est un mouvement architectural né en Europe au début du XXe siècle, dans les années 1920, notamment aux Pays-Bas, en parallèle avec l’architecture moderne. 
Après les deux Guerres Mondiales, l’architecture se voit divisée en deux tendances : les traditionalistes qui tentent de conserver l’image de la ville ancienne et qui reconstruisent la ville à l’identique et les modernistes qui veulent faire table rase du passé et souhaitent donner un élan de renouveau à la ville.
Le traditionalisme est un mouvement en réaction aux styles néo-gothique et néo-renaissance. Il est une opposition et une alternative à la modernité. D'un point de vue esthétique, il s’agit en réalité d’une renaissance des styles et des traditions architecturales rurales et nationales, avec briques claires et visibles, et des éléments décoratifs, souvent en pierre et en maçonnerie, le tout avec des matériaux traditionnels. Les éléments tels que les corniches, les gouttières ou les tympans... sont visibles : ils deviennent alors aussi bien des éléments fonctionnels que des éléments de composition de façade. Les différents étages sont légèrement hiérarchisés, par un bandeau par exemple. 
Cependant, le traditionalisme n'a pas de définition exacte et générale. Ce type d'architecture varie en fonction des pays et de leurs rapports avec leurs goûts esthétiques ainsi que leur rapport avec le passé et l’histoire. 

## La pensée traditionaliste
L’idée d’évolution prime dans le traditionalisme : ce qui a été fait dans le passé doit être compris et assimilé, car il s’agit d’un héritage. Ce qui a été construit hier doit être vu comme une étape d’une longue évolution de l’architecture, évolution qui ne peut être interrompue comme le prétendent les modernistes. En effet, les modernistes apparaissent après une révolution, pensant alors que toute chose doit commencer par eux.
Les traditionalistes ne nient pas le progrès effectué par l’humanité tout au long de l’Histoire, mais ils le perçoivent comme une évolution dans le respect de ce qui a été fait jusqu'à ce jour et non pas comme une révolution qui anéantirait toute trace du progrès fait dans le passé. Le traditionalisme devient alors une contrepartie frappante qui s’oppose à la révolution des anciens idéaux.
Il est à noter que plus l’ouverture vers la modernité est importante, plus le besoin de revenir à la tradition croît.  

## L'architecture traditionaliste en Belgique
En Belgique, le style traditionaliste se retrouve essentiellement dans les centres historiques d’Anvers, de Bruges et de Bruxelles.